# 이상규 (정치인)
이상규(李相奎, 1965년 1월 7일~)는 대한민국의 정치인이다. 통합진보당 소속으로 관악구 을 선거구에서 제19대 국회의원을 지냈다.

## 생애
이상규는 충청북도 제천군에서 태어났다. 이후 서울대학교 법학과에 입학했다.
민주노동당 소속으로 서울특별시장 출마 준비를 하기도 했다. 본래 은평을에서 출마를 준비하였으나, 당내 경선에서 천호선 후보에게 밀려 출마하지 못하는 듯 하다가 관악을 지역구 야권 단일 후보 경선에서 이정희 후보 측 인사들이 벌인 일련의 부정행위로 인해 이정희 후보를 대신해 관악을에서 출마하였다. 그는 무소속으로 출마한 당시 국회의원 김희철을 누르고 당선되었지만 2014년 12월 19일 통합진보당 해산으로 의원직을 상실했다. 그로 인해 펼쳐진 4·29 재보궐선거 관악을 지역구에 재출마 하였으나 중도 사퇴하였다.
2016년 제20대 국회의원 선거를 앞두고 민중연합당 후보로 관악구 을 선거구에 출마했으나 1.91%의 득표율을 기록하면서 4위로 낙선했다. 2020년 제21대 국회의원 선거를 앞두고는 비례대표 출마로 선회했다. 민중당 비례대표 순번 4번으로 배정되었으나 당이 봉쇄조항인 득표율 3%에 미달하면서 낙선했다. 제22대 국회의원 선거를 앞두고 진보당 후보로 관악구 을 선거에 출마한다. 하지만 본 선거에서 3.18%의 득표율을 기록하면서 3위로 낙선했다.

## 전과
- 집회및시위에관한법률위반: 벌금 1,000,000원 - 2010년 10월 18일 선고[2]

## 역대 선거 결과
|  | 43.12% |

|  | 8.01% |

|  | 5.68% |

|  | 0% |

|  | 38.24% |

|  | 0% |

|  | 1.91% |

|  | 1.05% |

|  | 3.18% |

## 같이 보기
- 관악구 을
- 서울 관악구의 국회의원